# Greta Lee
Greta Jiehan Lee (Los Angeles, 7 de março de 1983) é uma atriz americana. Ela teve papéis coadjuvantes na série comédia dramática da Netflix, Russian Doll (2019–presente) e na série dramática da Apple TV+ The Morning Show (2021–presente). Ela ganhou destaque por seu papel principal no filme de drama romântico Past Lives (2023), pelo qual recebeu uma indicação ao Globo de Ouro.
Lee começou sua carreira no teatro, fazendo sua estreia na Broadway na comédia musical The 25th Annual Putnam County Spelling Bee (2007). Ela estrelou o revival da peça cômica La Bête em 2010 na Broadway e no West End. Em 2011, ela atuou na peça de Amy Herzog, 4000 Miles, no Lincoln Center Theatre.

## Juventude
Lee nasceu e foi criada em Los Angeles, na Califórnia. Seus pais são imigrantes coreanos.
Enquanto frequentava a Harvard-Westlake School, ela se interessou pelas artes cênicas. Após o colegial, ela estudou teatro na Universidade do Noroeste. Ela então se mudou para a Cidade de Nova Iorque para continuar atuando.

## Carreira

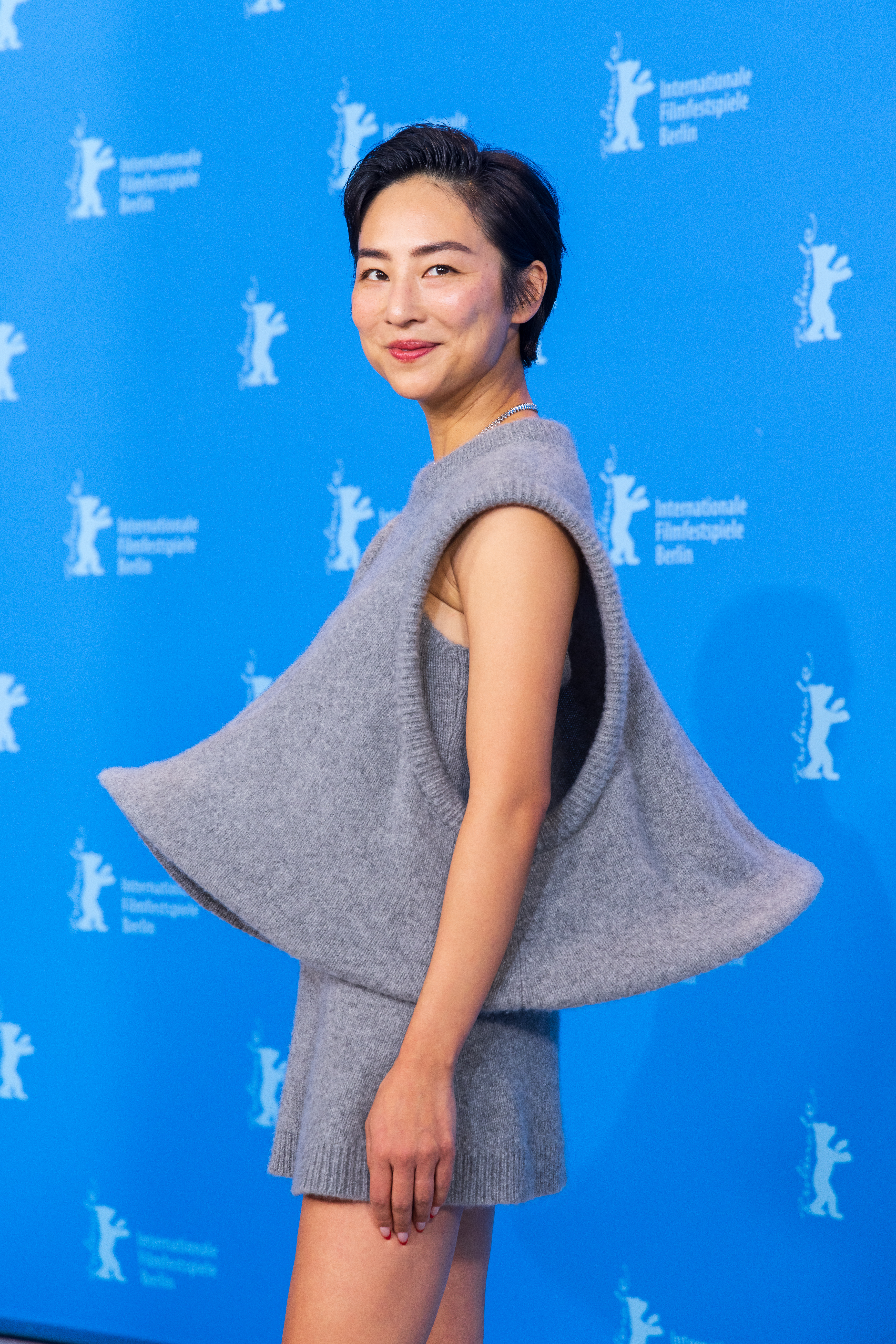
Lee promovendo Past Lives no Berlinale em 2023

Lee fez sua estreia na televisão em 2006 interpretando Heather Kim no episódio "Taboo" de Law and Order: SVU. No ano seguinte, Lee fez sua estreia na Broadway em 2007 como a estudante de alto desempenho e multilíngue Marcy Park (substituta) na comédia musical The 25th Annual Putnam County Spelling Bee. O livro foi escrito por Rachel Sheinkin e dirigido por James Lapine. Lee voltou à Broadway, onde interpretou Dorine na peça cômica de David Hirson, La Bête (2010), no Teatro Music Box. Lee atuou ao lado de Mark Rylance, David Hyde Pierce e Joanna Lumley. Ela reprisou seu papel na produção do West End no Harold Pinter Theatre.
Durante esse tempo, ela teve papéis recorrentes na televisão, incluindo Heidi na série de comédia dramática da HBO High Maintenance de 2012 a 2018, uma enfermeira na série de comédia de humor ácido da Showtime Nurse Jackie de 2012 a 2013 e como Soojin na série Girls de Lena Dunham da HBO de 2013 a 2014. Ela foi atriz convidada nos programas de TV New Girl e Wayward Pines. Ela também atuou em vários filmes interpretando Hae Won na comédia Sisters (2015) ao lado de Tina Fey e Amy Poehler, e Amy Lee no drama Money Monster estrelado por George Clooney e Julia Roberts. Lee continuou a atuar em programas de televisão como Ruby na série de ficção científica misteriosa da Fox, Wayward Pines, Lucy na série Hulu Chance e Amber Wood-Lutz na série de drama jurídico da CBS/Paramount+ The Good Fight.
Lee ganhou destaque por seus papéis como Maxine na série dramática de comédia da Netflix Russian Doll e como Stella Bak na série dramática da Apple TV+ The Morning Show, a última das quais lhe rendeu uma indicação junto com o elenco por o Screen Actors Guild Award por Melhor Desempenho de um Elenco em uma Série Dramática em 2022. Em 2020, ela interpretou a Princesa Vicky de Valdroggia em Miracle Workers: Dark Ages, Celeste em What We Do in the Shadows e Ellen Jones em The Twilight Zone de 2021 a 2023, ela interpretou Bubbles, bem como vários papéis de voz na sitcom animada da Fox, HouseBroken. Ela dublou Lyla em uma cena pós-créditos do filme de animação Spider-Man: Into the Spider-Verse, e retornou na sequência de 2023, Homem-Aranha: Através do Aranhaverso.
Lee foi aclamada por seu papel principal no filme romântico dirigido por Celine Song, Past Lives (2023), no papel de Nora, uma mulher que se reconecta com seu amigo de infância da Coreia do Sul. O filme e a atuação de Lee foram aclamados pela crítica. Lee recebeu o prêmio de Melhor Atriz no Hollywood Critics Association Midseason Film Awards pelo papel. Ela também recebeu indicações ao Globo de Ouro, Independent Spirit Award, Gotham Award e Critics' Choice Awards de Melhor Atriz.
Também em 2023 ela dublou papéis na comédia surrealista A24 Problemista e na comédia da Universal Pictures Strays. Em junho de 2023, foi anunciado que Lee se juntaria ao elenco de Tron: Ares ao lado de Jared Leto.

## Vida pessoal
Lee é casada com Russ Armstrong, com quem tem dois filhos.

## Filmografia

### Cinema
| Ano  | Título                               | Personagem                      | Notas                                   |
| ---- | ------------------------------------ | ------------------------------- | --------------------------------------- |
| 2012 | Hello I Must Be Going                | Garota da lacuna                |                                         |
| 2013 | Hair Brained                         | Gertrude Lee                    |                                         |
| 2014 | Um Santo Vizinho                     | Caixa #23                       |                                         |
| 2014 | Enquanto Somos Jovens                | Entrevistador de Sundance (voz) |                                         |
| 2014 | Top Five                             | Garota da pílula                |                                         |
| 2014 | The Cobbler                          | Kara                            |                                         |
| 2015 | Sisters                              | Hae-Won Chan                    |                                         |
| 2016 | 10 Crosby                            | Cabbie                          | Curta-metragem; segmento: "HiFi"        |
| 2016 | Money Monster                        | Amy Lee                         |                                         |
| 2017 | Fits and Starts                      | Jennifer                        |                                         |
| 2017 | Gemini                               | Tracy                           |                                         |
| 2017 | Cabiria, Charity, Chastity           | Nina, a Showgirl                | Curta-metragem                          |
| 2017 | Pottersville                         | Ilene                           |                                         |
| 2018 | In a Relationship                    | Maggie                          |                                         |
| 2018 | Spider-Man: Into the Spider-Verse    | Lyla (voz)                      | Creditada como "Pessoa Interessante #2" |
| 2021 | Rumble                               | Vereadora (voz)                 | Cameo                                   |
| 2023 | Past Lives                           | Nora Moon                       |                                         |
| 2023 | Problemista                          | Dalia                           |                                         |
| 2023 | Homem-Aranha: Através do Aranhaverso | Lyla (voz)                      |                                         |
| 2023 | Strays                               | Bella (voz)                     |                                         |
| 2024 | The Tiger's Apprentice               | TBA                             | Em produção                             |
| TBA  | Tron: Ares                           |                                 | Filmando                                |

### Televisão
| Ano           | Título                             | Personagem                   | Notas                                               |
| ------------- | ---------------------------------- | ---------------------------- | --------------------------------------------------- |
| 2006          | Law & Order: Special Victims Unit  | Heather Kim                  | Episódio: "Taboo"                                   |
| 2009          | The Electric Company               | Greta / Allie                | 2 episódios                                         |
| 2012–2018     | High Maintenance                   | Heidi                        | 4 episódios                                         |
| 2012–2013     | Nurse Jackie                       | Enfermeira                   | 3 episódios                                         |
| 2013          | Royal Pains                        | Daisy                        | Episódio: "Pins and Needles"                        |
| 2013          | Bad Management                     | Mel                          | Telefilme                                           |
| 2013–2014     | Girls                              | Soojin                       | 4 episódios                                         |
| 2013–2016     | Inside Amy Schumer                 | Ela mesma                    | Recorrente                                          |
| 2014          | Seriously Distracted               | Paige                        | Elenco principal                                    |
| 2014          | Old Soul                           | Alix                         | Piloto de TV                                        |
| 2014–2015     | New Girl                           | Kai                          | 5 episódios                                         |
| 2014–2015     | Above Average Presents             | Vários                       | 2 episódios                                         |
| 2015          | Good at Life                       | Dr. Simon                    | Piloto de TV                                        |
| 2015          | Sharing                            | Heidi Salazar                | Piloto de TV                                        |
| 2015–2016     | Wayward Pines                      | Ruby                         | Recorrente                                          |
| 2016–2017     | Chance                             | Lucy                         | Recorrente                                          |
| 2017          | Broad City                         | Dr. Elizabeth Fuller         | Episódio: "Witches"                                 |
| 2017–2018     | The Good Fight                     | Amber Wood-Lutz              | 2 episódios                                         |
| 2019–presente | Russian Doll                       | Maxine                       | Elenco principal                                    |
| 2019          | The Other Two                      | Genevieve Kim                | Episódio: "Chase Shoots a Music Video"              |
| 2019          | At Home with Amy Sedaris           | Greta Lee                    | Episódio: "Anniversary"                             |
| 2019          | Divorce                            | Avaliadora de seguros        | Episódio: "Charred"                                 |
| 2020          | Miracle Workers: Dark Ages         | Princesa Vicky de Valdroggia | 2 episódios                                         |
| 2020          | What We Do in the Shadows          | Celeste                      | Episódio: "Collaboration"                           |
| 2020          | The Twilight Zone                  | Ellen Jones                  | Episódio: "You Might Also Like"                     |
| 2020          | Helpsters                          | Apicultora Bita              | Episódio: "Mr. Primm's Spoon Club/Cookie Cornelius" |
| 2020          | Don't Let the Pigeon Do Storytime! | Ela mesma                    | Elenco principal                                    |
| 2021–presente | The Morning Show                   | Stella Bak                   | Papel principal (temporada 2–3)                     |
| 2021–2023     | HouseBroken                        | Bubbles/várias vozes         | 14 episódios                                        |

### Teatro
| Ano  | Título                                     | Personagem | Notas                                                      |
| ---- | ------------------------------------------ | ---------- | ---------------------------------------------------------- |
| 2007 | The 25th Annual Putnam County Spelling Bee | Marcy Park | Circle in the Square Theatre, Broadway                     |
| 2010 | La Bête                                    | Dorine     | Teatro Music Box, Broadway Harold Pinter Theatre, West End |
| 2011 | 4000 Miles                                 | Ashley     | Lincoln Center Theatre                                     |

## Prêmios e indicações
| Ano  | Associações                                              | Categoria                                | Nomeações        | Resultado   |
| ---- | -------------------------------------------------------- | ---------------------------------------- | ---------------- | ----------- |
| 2022 | Screen Actors Guild Awards                               | Melhor Elenco em Série de Drama          | The Morning Show | Indicados   |
| 2023 | Critics Choice Awards Celebration of Cinema & Television | Prêmio Atriz de Cinema                   | Past Lives       | Venceu      |
| 2023 | Dallas-Fort Worth Film Critics Association               | Melhor Atriz                             | Past Lives       | Indicada    |
| 2023 | Gotham Awards                                            | Melhor Atuação Principal                 | Past Lives       | Indicada    |
| 2023 | Hollywood Critics Association Midseason Awards           | Melhor Atriz                             | Past Lives       | Venceu      |
| 2023 | Indiana Film Journalists Association                     | Melhor Atuação Principal                 | Past Lives       | Indicada    |
| 2023 | Las Vegas Film Critics Society Awards                    | Melhor Atriz                             | Past Lives       | Indicada    |
| 2023 | Michigan Movie Critics Guild                             | Melhor Atriz                             | Past Lives       | Indicada    |
| 2023 | Michigan Movie Critics Guild                             | Prêmio Revelação                         | Past Lives       | Indicada    |
| 2023 | North Texas Film Critics Association                     | Melhor Atriz                             | Past Lives       | Indicada    |
| 2023 | Online Association of Female Film Critics                | Melhor Protagonista Feminina             | Past Lives       | Indicada    |
| 2023 | Phoenix Critics Circle                                   | Melhor Atriz                             | Past Lives       | Indicada    |
| 2023 | St. Louis Film Critics Association                       | Melhor Atriz                             | Past Lives       | Indicada    |
| 2023 | UK Film Critics Association Awards                       | Atriz do Ano                             | Past Lives       | Indicada    |
| 2023 | Washington D.C. Area Film Critics Association            | Melhor Atriz                             | Past Lives       | Indicada    |
| 2023 | Women Film Critics Circle Awards                         | Melhor Casal de Tela (junto com Teo Yoo) | Past Lives       | Indicados   |
| 2024 | Alliance of Women Film Journalists                       | Melhor Atriz                             | Past Lives       | Indicada    |
| 2024 | Alliance of Women Film Journalists                       | Melhor Atuação Inovadora Feminina        | Past Lives       | Indicada    |
| 2024 | Astra Film and Creative Arts Awards                      | Melhor Atriz                             | Past Lives       | Indicada    |
| 2024 | Austin Film Critics Association                          | Melhor Atriz                             | Past Lives       | Indicada    |
| 2024 | Chicago Indie Critics Awards                             | Melhor Atriz                             | Past Lives       | Indicada    |
| 2024 | Columbus Film Critics Association                        | Melhor Atuação Principal                 | Past Lives       | Indicada    |
| 2024 | Critics' Choice Awards                                   | Melhor Atriz                             | Past Lives       | Indicada    |
| 2024 | Denver Film Critics Society                              | Melhor Atuação Principal de uma Atriz    | Past Lives       | Indicada    |
| 2024 | DiscussingFilm Critic Awards                             | Melhor Atriz                             | Past Lives       | Indicada    |
| 2024 | Georgia Film Critics Association                         | Melhor Atriz                             | Past Lives       | Indicada    |
| 2024 | Prémios Globo de Ouro                                    | Melhor Atriz em filme dramático          | Past Lives       | Indicada    |
| 2024 | Greater Western New York Film Critics Association        | Melhor Atriz                             | Past Lives       | Indicada    |
| 2024 | Hawaii Film Critics Society                              | Melhor Atriz                             | Past Lives       | Venceu      |
| 2024 | Houston Film Critics Society                             | Melhor Atriz                             | Past Lives       | Indicada    |
| 2024 | Independent Spirit Awards                                | Melhor Atuação Principal                 | Past Lives       | Indicada    |
| 2024 | Latino Entertainment Journalists Association             | Melhor Atriz                             | Past Lives       | Indicada    |
| 2024 | London Film Critics' Circle                              | Atriz do Ano                             | Past Lives       | Indicada    |
| 2024 | London Film Critics' Circle                              | Artista Revelação do Ano                 | Past Lives       | Indicada    |
| 2024 | Music City Film Critics Association                      | Melhor Atriz                             | Past Lives       | Indicada    |
| 2024 | North Carolina Film Critics Association                  | Melhor Atriz                             | Past Lives       | Indicada    |
| 2024 | North Carolina Film Critics Association                  | Melhor Atuação Inovadora                 | Past Lives       | Indicada    |
| 2024 | North Dakota Film Society                                | Melhor Atriz                             | Past Lives       | Indicada    |
| 2024 | Online Film Critics Society                              | Melhor Atriz                             | Past Lives       | Indicada    |
| 2024 | Festival Internacional de Cinema de Santa Bárbara        | Virtuoso Award                           | Past Lives       | Venceu      |
| 2024 | San Francisco Film Critics Circle                        | Melhor Atriz                             | Past Lives       | Indicada    |
| 2024 | Prêmios Satellite                                        | Melhor Atriz – Filme Dramático           | Past Lives       | Indicada    |
| 2024 | Seattle Film Critics Society                             | Melhor Atriz                             | Past Lives       | Indicada    |
| 2024 | Utah Film Critics Association                            | Melhor Atuação Principal, Feminina       | Past Lives       | Vice-campeã |
| 2024 | Screen Actors Guild Awards                               | Melhor Elenco em Série de Drama          | The Morning Show | Indicados   |